# Tibthorpe
Tibthorpe is een civil parish in het bestuurlijke gebied East Riding of Yorkshire, in het Engelse graafschap East Riding of Yorkshire met 157 inwoners.